# Маттео, Доминик
Домини́к Матте́о (англ. Dominic Matteo; 28 апреля 1974, Дамфрис) — шотландский футболист, защитник.

## Клубная карьера
Маттео начал карьеру в «Ливерпуле», за который он играл с 1992 по 2000 годы (с небольшим перерывом на аренду в «Сандерленде»).
В августе 2000 года он перешёл в «Лидс Юнайтед» и в следующем месяце дебютировал в новой команде в матче против «Милана» в рамках розыгрыша Лиги чемпионов. В кампании 2000/01 он был одним из лучших игроков «Лидса», дошедшего до полуфинала этого турнира. Болельщикам команды он запомнился прежде всего голом в ворота «Милана» на «Сан-Сиро» на первом групповом этапе (1:1).
Когда летом 2002 года Рио Фердинанд перешёл в «Манчестер Юнайтед», Маттео получил капитанскую повязку. По результатам сезона 2003/04 «Лидс» вылетел из Премьер-лиги, и в июле 2004 года Доминик подписал контракт на три года с «Блэкберн Роверс». В этой команде он дебютировал в матче против «Вест Бромвич Альбион» (1:1).
В январе 2007 года Маттео по свободному трансферу перешёл в «Сток Сити», на тот момент выступавший в чемпионате Футбольной лиги, подписав контракт до конца сезона. За это время он провёл 9 матчей и забил один гол. В предсезонных матчах летом 2007 года Доминик играл за «Сток Сити», хотя и не имел на тот момент контракта с клубом. 10 августа ему было предложено соглашение ещё на 12 месяцев. Он некоторое время был даже капитаном клуба, но играл редко, последний раз появившись на поле в футболке клуба в августе 2008 года. В 2009 году завершил карьеру игрока.

## Международная карьера
Маттео выступал за молодёжную и вторую сборные Англии, однако позднее решил выступать за сборную Шотландии, так как именно в Шотландии он родился. Всего он провёл 6 матчей за первую команду, дебютировав в матче против Австралии в ноябре 2000 года. Он завершил международную карьеру в 2004 году.